# Wilf Gibson
Wilf Gibson (Londra, 28 febbraio 1945 – Londra, 21 ottobre 2014) è stato un violinista britannico.

## Biografia
Dopo aver suonato con la rock band Centipede, si è unito alla band Electric Light Orchestra, in cui ha militato dal 1971 al 1974, prima di unirsi ai Caravan.
È conosciuto anche per la sua lunga attività di sessionman, lavorando con band quali Oasis e Everything but the Girl, oltre che con la cantautrice italiana Teresa De Sio.

## Carriera

### La Electric Light Orchestra
Nel 1970, Gibson suonò il violino solista nell'album Septober Energy del 1970 dei Centipede.L'anno successivo, ha dato numerosi contributi al quarto album in studio dei King Crimson, Islands. Suonava il violino in una piccola orchestra che eseguiva "Prelude - Song of the Gulls", di cui era di fatto il leader,  Ha anche aggiunto il violino in altri luoghi come nella traccia di apertura "Formentera Lady". Nonostante i suoi contributi, non è stato accreditato.
Nel 1971, Gibson entrò nella band di Jeff Lynne, e si esibì nel loro primo concerto dal vivo al Greyhound Pub di Croydon, nel Surrey. Gibson suonerà in seguito il violino nell'album ELO II.
Prima che questo album venisse pubblicato, il tempo di Gibson negli ELO giunse al termine. Dopo aver lasciato il gruppo, Gibson rifiutò l'invito ad unirsi ai King Crimson in sostituzione del violinista uscente David Cross.

### Il periodo successivo
Uscito dalla Electric Light Orchestra si unì ai Caravan; abbandonato anche questo gruppo, inciderà con gli Streetwalkers l'album Red Card.

## Discografia

### Con la Electric Light Orchestra
- 1972 - ELO 2
- 1973 - On the Third Day

### Con gli Streetwalkers
- 1976 - Red Card

### Solista
- 1981 - Penguin Cafè Orchestra

### Collaborazioni
- Because We Love You, Stephen Duffy
- Baby, the stars Shine Bright, Everything But The Girl
- It's Better to Travel, Swing Out Sister
- Teresa de Sio, Sindarella Suite
- Laughin Stop, Talk Talk
- A Trick of Memory, Martin Barre
- Wonderwall, Oasis
- Joni Mitchell, Dreamland